# 东赤道州
東赤道州（英語：Eastern Equatoria）是南苏丹的10个州之一，位於該國東南部，東、南分別與埃塞俄比亞、肯尼亞和烏達接壤。面积82,542平方千米，人口為225,872人（2006年），首府托里特，下分8縣。
第二次蘇丹內戰後由南蘇丹管理。